# Veikko Lommi
Veikko Kristian Lommi (født 7. november 1917, død 20. juni 1989) var en finsk roer.
Lommi deltog i to olympiske lege efter anden verdenskrig. Ved OL 1948 roede han firer med styrmand, og finnerne nåede her til kvartfinalen.
Lommi deltog sammen med sin fætter Oiva Lommi samt Kauko Wahlsten og Lauri Nevalainen i OL 1952 i Helsinki i firer uden styrmand. Den finske båd blev nummer to i indledende heat, men nummer fire og sidst i semifinalen. Derpå vandt de deres semifinaleopsamlingsheat og kvalificerede sig dermed til finalen. Her var den jugoslaviske båd hurtigst og vandt guld foran Frankrig, der fik sølv, mens finnerne blev nummer tre og dermed vandt den første finske medalje i roning i den olympiske historie.

## OL-medaljer
- 1952:  Bronze i firer uden styrmand